# 당 선종
당 선종 이침(唐 宣宗 李忱, 810년 7월 27일(음력 6월 22일) ~ 859년 9월 10일(음력 8월 10일))은 중국 당나라의 제16대 황제(재위 846년 ~ 859년)이다. 그는 당헌종의 13황자로 당목종의 이복동생이며, 선대 당경종이나 당문종, 당무종에게는 숙부가 된다. 즉위 전에는 그가 받은 작위였던 광왕(光王)으로 알려져 있다. 그는 부황 헌종에 이은 당나라 최후의 유능한 황제이자 당나라를 마지막으로 중흥시킨 황제로 손꼽히며, 당태종에 버금가는 작은 태종(小太宗)으로 불리기도 하였다. 선종 사후, 그 이후의 후계자들은 너무 어리거나 환관이나 군벌들의 괴뢰가 되었다. 본명은 이이(李怡)로, 즉위 직전인 846년 초에 이침(李忱)으로 개명하였다.

## 생애
선종의 어머니는 진해군(鎭海軍, 본부는 지금의 장쑤성 전장시에 있었다) 절도사 이기(李錡)의 시첩(待妾)이었던 정씨(鄭氏)로, 이기가 모반죄로 처형된 뒤 궁에 들어왔다가 귀비(貴妃)로 책봉되었고 선종을 낳았다. 광왕(光王)에 봉작된 뒤 십육택(十六宅)에서 살면서 짐짓 어리석은 체 하며 살았는데, 때문에 당시 문종이나 다른 황족들은 그가 정말 어리석은 줄만 알고 자주 그를 업신여겼다고 한다. 즉위하기 전 출가해 중이 되어 하남(河南)의 석천(淅川)에 있던 향엄사(香嚴寺)라는 절에 피신해서 법명을 경준(瓊俊)이라 하였는데, 절에 있던 승려 제안(濟安)이 선종의 거동을 알아보고 함부로 대하지 못했다는 이야기도 전한다(《송고승전》). 북송(北宋)의 사마광(司馬光) 등은 이러한 선종의 행동을 당시 선종의 존재를 황위에 대한 잠재적인 라이벌로 여겨 그를 제거하려 했던 조카 무종을 피해 출가한 것이라고 보았지만 근거는 없으며, 당시 수많은 서출(庶出) 황족의 한 사람이었던 선종이 과연 무종에게 얼마나 위협적인 라이벌이었는지에 대해 의문을 표하는 학자도 있다.
회창(會昌) 6년(846년), 평소 도교를 신봉한 무종이 금단을 남용한 나머지 위독해진 상태에서 끝내 숨을 거두고, 환관 마원지에 의해 이례적으로써 황태숙(皇太叔)으로 옹립된 선종은 무종이 붕어하자 바로 즉위하였다. 즉위한 뒤 이름을 이에서 침으로 바꾸었다.
선종을 옹립한 환관들은 어리석은 선종의 모습만 기억하고 그가 조종하기 쉬울 것이라 판단해 황제로서 옹립했지만, 황제로 즉위한 뒤 감추고 있던 본연의 총명한 성품을 그대로 드러낸 선종은 쇠퇴한 국세를 재건하고자 배휴(裴休)를 기용하고 내정에 힘을 쏟았다. 새로운 연호를 대중(大中)으로 선포하고, 무종조에 중용되었던 이덕유 일당을 배제하고 우승유 일파를 억제하는 등 중신들에 의한 파벌 싸움(우이당쟁)이나 환관 세력의 소멸을 꾀하는 동시에, 당시 실권을 장악하고 있던 환관에 대해서도 온건한 견제정책을 채용하는 등 사회 안정을 도모했다. 또한 무종 시대에 발호되었던 폐불령을 거두고 불교를 보호하는 시책을 펴기도 했다. 또한 선종은 당시 티베트(吐蕃), 위구르(回紇)가 쇠약해진 틈을 타서 병사를 보내 하황(河湟) 땅을 차지하는 등의 성과도 거두었다.
그러나 만년에는 무종과 마찬가지로 도교에 심취하여 불로장수를 추구하기에 이르렀고, 대중(大中) 13년(859년), 무종과 같은 단약(丹藥) 남용으로 인한 중독 증상으로 50세에 사망하였다.

## 존호, 시호, 묘호, 능호
존호는 성경문사화무광효황제(聖敬文思和武光孝皇帝)이다.
초기 시호는 성무헌문효황제(聖武獻文孝皇帝)이며, 이후 추가와 개칭을 거친 정식 시호는 원성지명성무헌문예지장인신총의도대효황제(元聖至明成武獻文睿智章仁神聰懿道大孝皇帝)이다.
묘호는 선종(宣宗)이며, 능호는 정릉(貞陵)이다.

## 가족관계

### 조부모와 부모
- 조부 : 순종(順宗) 지덕황제(至德皇帝) 이송(李誦)
- 조모 : 장헌황후(莊憲皇后) 왕씨(王氏)
- 부친 : 헌종(憲宗) 장무황제(章武皇帝) 이순(李純)
- 모친 : 효명황후(孝明皇后) 정씨(鄭氏)

### 황후
| 봉호       | 시호                | 별칭 | 이름(성씨) | 재위년도 | 생몰년도 | 국구(장인/장모) | 능묘       | 비고  |
| ---------- | ------------------- | ---- | ---------- | -------- | -------- | --------------- | ---------- | ----- |
| 미인(美人) | 원소황후 (元昭皇后) |      | 조씨(晁氏) | (추존)   |          |                 | 경릉(慶陵) | [ 1 ] |

### 후궁
| 봉호(시호)     | 별칭                              | 이름(성씨) | 생몰년도      | 비고  |
| -------------- | --------------------------------- | ---------- | ------------- | ----- |
| 소의(昭儀)     |                                   | 오씨(吳氏) |               |       |
| 첩여(婕妤)     |                                   | 장씨(張氏) |               |       |
| 첩여(婕妤)     |                                   | 류씨(柳氏) |               |       |
| 미인(美人)     |                                   | 양씨(梁氏) |               |       |
| 재인(才人)     |                                   | 나씨(羅氏) |               |       |
| 재인(才人)     |                                   | 사씨(史氏) |               |       |
| 군부인(郡夫人) | 재인(才人) 남안군부인(南安郡夫人) | 구씨(仇氏) | 828년 ~ 851년 | [ 2 ] |
| 군부인(郡夫人) | 장성군부인(長城郡夫人)            | 전씨(錢氏) |               |       |
| 군부인(郡夫人) | 무위군부인(武威郡夫人)            | 조씨(曹氏) |               |       |
|                |                                   | 진씨(陳氏) |               |       |
|                |                                   | 조씨(趙氏) |               |       |
|                |                                   | 사씨(史氏) |               |       |

### 황자
| -    | 봉호           | 시호                    | 이름                  | 생몰년도      | 생모          | 자식    | 별칭  | 비고                    |
| ---- | -------------- | ----------------------- | --------------------- | ------------- | ------------- | ------- | ----- | ----------------------- |
| 장남 | 황태자(皇太子) |                         | 이온(李溫) 이최(李漼) | 833년 ~ 873년 | 원소황후 조씨 | 8남 9녀 | [ 3 ] | 제17대 황제 의종(懿宗). |
| 차남 | 옹왕(雍王)     | 정회황태자 (靖懷皇太子) | 이미(李渼) 이한(李漢) | 836년 ~ 852년 |               |         |       | [ 4 ]                   |
| 3남  | 아왕(雅王)     |                         | 이경(李涇)            |               |               |         |       | 요절함.                 |
| 4남  | 기왕(夔王)     |                         | 이자(李滋)            | 844년 ~ 863년 | 소의 오씨     |         |       | [ 5 ]                   |
| 5남  | 경왕(慶王)     |                         | 이기(李沂)            | 844년 ~ 860년 | 궁인 사씨     |         |       |                         |
| 6남  | 복왕(濮王)     |                         | 이택(李澤)            |               |               |         |       | 요절함.                 |
| 7남  | 악왕(鄂王)     |                         | 이윤(李潤)            | ? ~ 876년     |               |         |       |                         |
| 8남  | 회왕(懷王)     |                         | 이흡(李洽)            |               |               |         |       | 요절함.                 |
| 9남  | 소왕(昭王)     |                         | 이예(李汭)            | 850년 ~ 865년 | 첩여 류씨     |         |       |                         |
| 10남 | 강왕(康王)     |                         | 이문(李汶)            | 851년 ~ 866년 | 재인 구씨     |         |       |                         |
| 11남 | 위왕(衛王)     |                         | 이관(李灌)            | ? ~ 860년     |               |         |       | 요절함.                 |
| 12남 | 광왕(廣王)     |                         | 이옹(李澭)            | 853년 ~ 864년 | 궁인 진씨     |         |       | 요절함.                 |

### 황녀
| -    | 봉호                | 시호       | 이름 | 생몰년도      | 생모          | 부마                          | 별칭  | 비고    |
| ---- | ------------------- | ---------- | ---- | ------------- | ------------- | ----------------------------- | ----- | ------- |
| 장녀 | 만수공주 (萬壽公主) |            |      |               | 원소황후 조씨 | 하남윤(河南尹) 정호(鄭顥)     |       |         |
| 차녀 | 영복공주 (永福公主) |            |      |               |               |                               |       | 요절함. |
| 3녀  | 제국공주 (齊國公主) | 공회(恭懷) |      |               |               | 침주자사(郴州刺史) 엄기(嚴祁) | [ 6 ] |         |
| 4녀  | 광덕공주 (廣德公主) |            |      | ? ~ 880년     | 원소황후 조씨 | 우종(于琮)                    |       |         |
| 5녀  | 화의공주 (和義公主) |            |      |               |               |                               | [ 7 ] |         |
| 6녀  | 요안공주 (饒安公主) |            |      |               |               |                               |       |         |
| 7녀  | 성당공주 (盛唐公主) |            |      |               |               |                               |       |         |
| 8녀  | 평원공주 (平原公主) |            |      | 834년 ~ 863년 |               |                               |       | [ 8 ]   |
| 9녀  | 당양공주 (唐陽公主) |            |      |               |               |                               |       |         |
| 10녀 | 허창공주 (許昌公主) | 장숙(莊肅) |      |               |               | 류척(柳陟)                    |       |         |
| 11녀 | 풍양공주 (豊陽公主) |            |      |               |               |                               |       |         |

## 기년
| 선종        | 원년                            | 2년        | 3년        | 4년        | 5년        | 6년        | 7년        | 8년        | 9년        | 10년       |
| ----------- | ------------------------------- | ---------- | ---------- | ---------- | ---------- | ---------- | ---------- | ---------- | ---------- | ---------- |
| 서력 (西曆) | 847년                           | 848년      | 849년      | 850년      | 851년      | 852년      | 853년      | 854년      | 855년      | 856년      |
| 간지 (干支) | 정묘(丁卯)                      | 무진(戊辰) | 기사(己巳) | 경오(庚午) | 신미(辛未) | 임신(壬申) | 계유(癸酉) | 갑술(甲戌) | 을해(乙亥) | 병자(丙子) |
| 연호 (年號) | 회창(會昌) 원년 대중(大中) 원년 | 2년        | 3년        | 4년        | 5년        | 6년        | 7년        | 8년        | 9년        | 10년       |
| 선종        | 11년                            | 12년       | 13년       |            |            |            |            |            |            |            |
| 서력 (西曆) | 857년                           | 858년      | 859년      |            |            |            |            |            |            |            |
| 간지 (干支) | 정축(丁丑)                      | 무인(戊寅) | 기묘(己卯) |            |            |            |            |            |            |            |
| 연호 (年號) | 11년                            | 12년       | 13년       |            |            |            |            |            |            |            |

## 고려 왕실의 혈연
918년에 한반도에 성립된 고려 왕조(高麗王朝)는 그 왕실이 숙종의 후손이라고 하였는데 이와 관련해 다시 숙종이 아닌 선종이었다는 설이 김관의의 《편년통록》, 민지의 《편년강목》 등의 사서를 통해 유포되었다(이들 사서는 현재 전하고 있지는 않지만 《고려사》 편찬 당시까지 현존했고 《고려사》 편찬의 주요 자료로 활용되었다). 《고려사》 고려세계(高麗世系)에는 충선왕(忠宣王)이 원(元)의 대도(大都)에 있을 때, 충선왕이 만난 한림학사는 고려 왕실의 선대가 당 숙종의 후손이라는 주장에 대해, 태어나 단 한 번도 궁 밖을 나가본 적이 없는 데다 안록산의 난 당시에는 영무(寧武) 땅에서 즉위한 당 숙종이 언제 동쪽까지 건너가서 자식을 보았느냐며 의혹을 제기했고, 충선왕이 섣불리 대답하지 못하는 가운데 민지가 나서서 "그게 우리 역사에 잘못 쓰인 것인데 실은 숙종이 아니고 선종이었다"고 대답했고, 한림학사는 "선종은 외방에서 고생을 하셨으니 그럴 수도 있었겠다"며 넘어갔다는 일화를 싣고 있다.
《고려사》에는 당 선종이 고려 왕실의 선대라는 설과 관련해 한 가지 이야기를 전하는데, 선종이 13세 때 장난삼아 용상에 올라가 신하들에게 절을 받는 흉내를 냈고 그것을 보게 된 무종이 마음으로 그를 꺼려 했으며, 무종이 즉위한 뒤 선종은 궁중에서 습격을 당해 기절했다가 가까스로 살아나 도망쳐서 천하를 두루 돌아다니던 와중에 마침 선종의 봉지이기도 했던 양주(楊州) 광군(光郡)에서 멀지 않은 항주(抗州) 염관(鹽官)에서 안선사(安禪師)의 후대를 받으며 오래도록 머무르게 되었다. 마침 두 땅이 모두 바다에 접해 있고 무종이 언제 다시 자신을 쫓아올 수도 있다는 두려움 때문에, 산수를 유람한다는 명목으로 바다를 오가던 상선을 따라 바다를 건너 한반도, 마가갑(摩訶岬) 양자동(養子洞)에 있던 보육(寶育)의 집에까지 오게 되었으며 그의 딸에게서 본 자식이 바로 작제건(作帝建)이었다는 것이다.

## 한국 사학자들의 반론
고려대 교수 최재석은 《고려사》에서 당 선종이 고려 왕실의 선대라는 것은 자신을 중국의 대륙도 통치할 수 있는 인물이라는 것을 대대적으로 홍보하기 위해 만들어진 이야기이며 당시 당나라 선종이 아무런 연고도 없으며 이유도 없이 한반도에 왔다는 것은 현실적으로 불가능하였기 때문에 충선왕 조차도 숙종과 선종을 헷갈려 했을 것이라고 하였다.